# Birmingham Motors Corporation

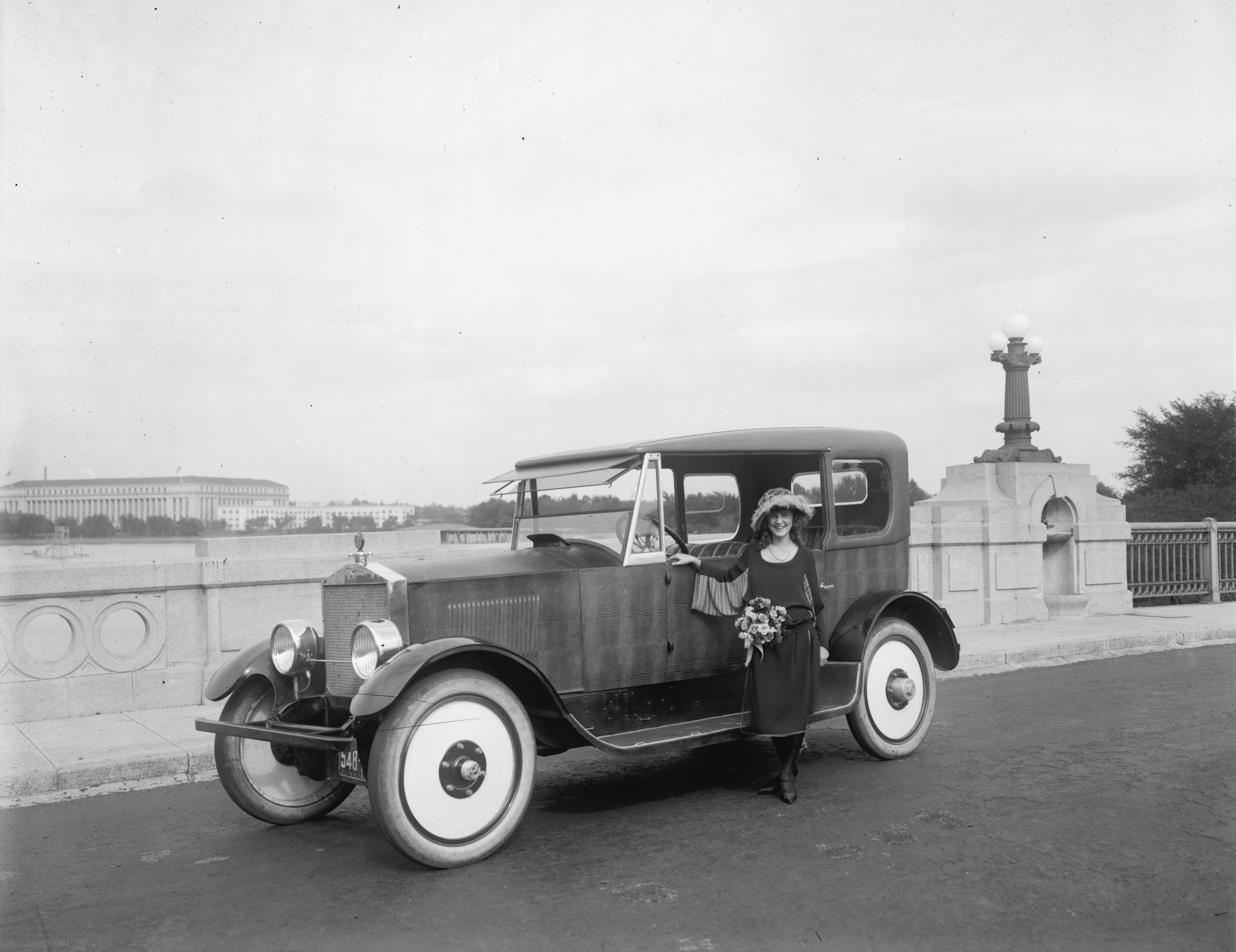
Birmingham

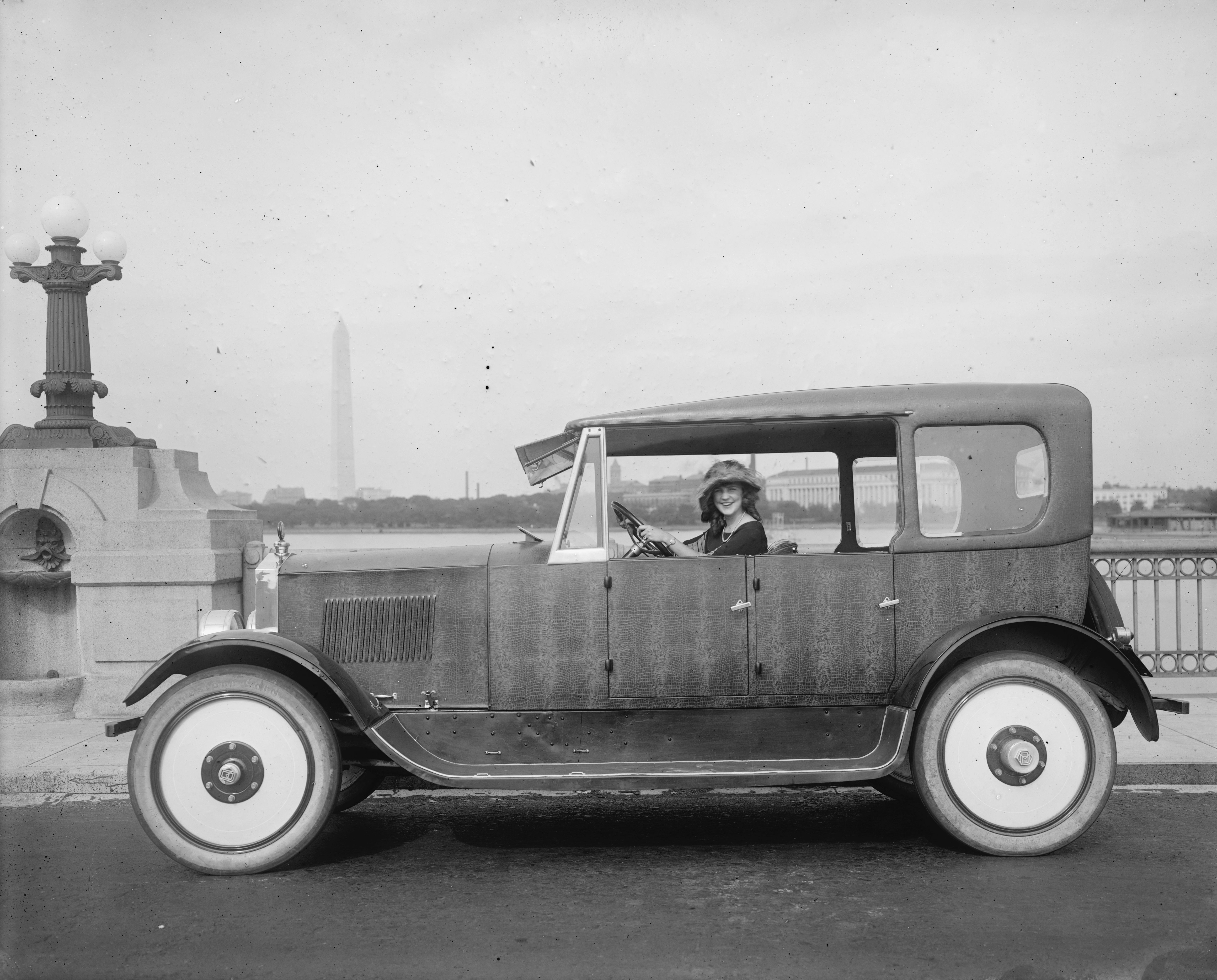
Seitenansicht

Birmingham Motors Corporation war ein US-amerikanischer Hersteller von Automobilen. Eine andere Quelle nennt die Firmierung Birmingham No-Axle Motor Corporation.

## Unternehmensgeschichte
Das Unternehmen wurde 1920 gegründet. Im Mai 1921 fanden die ersten Testfahrten statt. Jamestown in New York wurde als Sitz gewählt. Samuel A. Carlson, der Bürgermeister der Stadt, wurde der Präsident des Unternehmens, erhielt dafür jedoch kein Gehalt. Die Produktion von Automobilen begann langsam. Der Markenname lautete Birmingham. Cyrus E. Weaver war der Konstrukteur. Verschiedene Rechtsstreitigkeiten beeinflussten das Geschäft. 1923 endete die Produktion. Insgesamt entstanden etwa 50 Fahrzeuge. Es ist kein überlebendes Fahrzeug bekannt.

## Fahrzeuge
Das einzige Modell hatte einen Sechszylindermotor von der Continental Motors Company mit 55 PS Leistung. Das Fahrgestell hatte 315 cm Radstand. Besonderheit war die Radaufhängung. Dazu wurden Patente der Blood Brothers Machine Company aufgekauft.
Es gab Pläne, 1923 mit einem Rennwagen am Rennen Indianapolis 500 teilzunehmen.